# Правительство Кинаха
В статье даются сведения о составе Кабинета Министров Украины под председательством Анатолия Кинаха, действовавшего в мае 2001 года — ноябре 2002 года.
В соответствии со статьей 114 Конституции Украины в редакции от 28 июня 1996 года в состав Кабинета Министров Украины входили Премьер-министр Украины, Первый вице-премьер-министр, три вице-премьер-министра, министры.

## Состав Кабинета Министров
После даты назначения или освобождения от должности членов Кабинета Министров стоит номер соответствующего Указа Президента Украины.
Члены правительства расположены в списке в хронологическом порядке по дате их назначения.
- Кинах Анатолий Кириллович — Премьер-министр Украины (29 мая 2001 г., № 347/2001 — 16 ноября 2002 г., № 1050/2002)
- Дубина Олег Викторович — Первый вице-премьер-министр Украины (29 мая 2001 г., № 366/2001 — 26 ноября 2002 г., № 1067/2002)
- Смирнов Юрий Александрович — Министр внутренних дел Украины (29 мая 2001 г., № 367/2001 — 30 ноября 2002 г., № 1097/2002)
- Зленко Анатолий Максимович — Министр иностранных дел Украины (29 мая 2001 г., № 368/2001 — 30 ноября 2002 г., № 1103/2002)
- Дурдинец Василий Васильевич — Министр Украины по вопросам чрезвычайных ситуаций и по делам защиты населения от последствий Чернобыльской катастрофы (29 мая 2001 г., № 369/2001 — 30 ноября 2002 г., № 1087/2002)
- Кузьмук Александр Иванович — Министр обороны Украины (29 мая 2001 г., № 370/2001 — 24 октября 2001 г., № 1012/2001)
- Сахань Иван Яковлевич — Министр труда и социальной политики Украины (30 мая 2001 г., № 382/2001 — 30 ноября 2002 г., № 1089/2002)
- Митюков Игорь Александрович — Министр финансов Украины (30 мая 2001 г., № 383/2001 — 27 декабря 2001 г., № 1261/2001)
- Станик Сюзанна Романовна — Министр юстиции Украины (30 мая 2001 г., № 384/2001 — 7 мая 2002 г., № 437/2002)
- Семиноженко Владимир Петрович — Вице-премьер-министр Украины по гуманитарным вопросам (30 мая 2001 г., № 385/2001 — 26 ноября 2002 г., № 1065/2002)
- Богуцкий Юрий Петрович — Министр культуры и искусств Украины (30 мая 2001 г., № 386/2001 — 30 ноября 2002 г., № 1093/2002)
- Москаленко Виталий Федорович — Министр здравоохранения Украины (30 мая 2001 г., № 387/2001 — 30 ноября 2002 г., № 1106/2002)
- Кириленко Иван Григорьевич — Министр аграрной политики Украины (30 мая 2001 г., № 388/2001 — 19 апреля 2002 г., № 358/2002)
- Роговой Василий Васильевич — Министр экономики Украины (30 мая 2001 г., № 389/2001 — 25 июня 2001 г., № 469/2001), Вице-премьер-министр Украины (25 июня 2001 г., № 468/2001 — 26 ноября 2002 г., № 1071/2002)
- Кремень Василий Григорьевич — Министр образования и науки Украины (5 июня 2001 г., № 406/2001 — 30 ноября 2002 г., № 1081/2002)
- Сташевский Станислав Телисфорович — Министр топлива и энергетики Украины (5 июня 2001 г., № 407/2001 — 19 ноября 2001 г., № 1117/2001)
- Гуреев Василий Николаевич — Министр промышленной политики Украины (5 июня 2001 г., № 408/2001 — 24 апреля 2002 г., № 374/2002)
- Козаченко Леонид Петрович — Вице-премьер-министр Украины (9 июня 2001 г., № 412/2001 — 26 ноября 2002 г., № 1069/2002)
- Курикин Сергей Иванович — Министр экологии и природных ресурсов Украины (9 июня 2001 г., № 413/2001 — 30 ноября 2002 г., № 1079/2002)
- Пустовойтенко Валерий Павлович — Министр транспорта Украины (9 июня 2001 г., № 418/2001 — 30 апреля 2002 г., № 424/2002)
- Шлапак Александр Витальевич — Министр экономики Украины (10 июля 2001 г., № 505/2001 — 30 августа 2001 г., № 760/2001), Министр экономики и по вопросам европейской интеграции Украины (30 августа 2001 г., № 761/2001 — 30 ноября 2002 г., № 1085/2002)
- Шкидченко Владимир Петрович — Министр обороны Украины (12 ноября 2001 г., № 1070/2001 — 30 ноября 2002 г., № 1101/2002)
- Гайдук Виталий Анатольевич — Министр топлива и энергетики Украины (22 ноября 2001 г., № 1133/2001 — 26 ноября 2002 г., № 1075/2002)
- Юшко Игорь Олегович — Министр финансов Украины (27 декабря 2001 г., № 1263/2001 — 26 ноября 2002 г., № 1074/2002)
- Рыжук Сергей Николаевич — Министр аграрной политики Украины (19 апреля 2002 г., № 361/2002 — 30 ноября 2002 г., № 1083/2002)
- Лавринович Александр Владимирович — Министр юстиции Украины (7 мая 2002 г., № 438/2002 — 30 ноября 2002 г., № 1099/2002)
- Кирпа Георгий Николаевич — Министр транспорта Украины (7 мая 2002 г., № 439/2002 — 30 ноября 2002 г., № 1095/2002)
- Мялица Анатолий Константинович — Министр промышленной политики Украины (10 июня 2002 г., № 530/2002 — 30 ноября 2002 г., № 1091/2002)

Указом Президента Украины от 16 ноября 2002 г. № 1050/2002 в связи с отставкой Премьер-министра Украины принята отставка Кабинета Министров Украины, Кабинету Министров Украины поручено продолжать исполнять свои полномочия до начала работы вновь сформированного Кабинета Министров Украины.